# Об'їздне
Об'їздне́ (рос. Объездное) — селище у складі Шипуновського району Алтайського краю, Росія. Входить до складу Родинської сільської ради.

## Населення
Населення — 4 особи (2010; 11 у 2002).
Національний склад (станом на 2002 рік):
- росіяни — 100 %